# Affaire Didier Gentil
L'affaire Didier Gentil, appelée pendant un temps affaire Richard Roman, est une affaire criminelle française qui s'est déroulée à La Motte-du-Caire dans les Alpes-de-Haute-Provence, en juillet 1988, où une petite fille est violée et assassinée.

## Biographies des accusés
(décembre 2018).

### Didier Gentil
Didier Gentil naît le 12 décembre 1963 à Arnay-le-Duc, en Côte-d'Or. Son père est balayeur aux chantiers navals de La Ciotat, et sa mère femme de ménage dans un hôpital de Marseille, il a deux frères. Après le divorce de ses parents en 1971, l'enfant vit avec ses frères chez sa mère à Marseille, avant d'être confié à la DDASS par ordonnance du juge des enfants. Placé successivement dans au moins une dizaine de foyers jusqu'à sa majorité, il est vite remarqué pour son inadaptation à la vie communautaire et à l'effort scolaire. Il commet des vols et des fugues répétées. Pratiquement illettré, il est surnommé « le Tatoué ». À vingt-cinq ans, il arrive à La Motte-du-Caire, où il est hébergé par Richard Roman, qui l'emploie comme ouvrier agricole saisonnier.

### Richard Roman
Richard Joseph Roman naît le 15 décembre 1959 à Ambilly en Haute-Savoie. Fils d'un militaire de carrière et d'une infirmière, il est le frère du philosophe Joël Roman, rédacteur de la revue Esprit, et de Thibaud, technicien vétérinaire et chercheur en biologie moléculaire. Richard est titulaire d'un diplôme d'ingénieur agronome de l'Institut supérieur agricole de Beauvais. En 1984, grâce à un prêt consenti par sa mère, Richard, néorural, quitte Paris et achète la Bergerie des Plaines, une maison en ruines à cinq kilomètres de La Motte-du-Caire. Doté d'une forte sensibilité écologique, il s'installe comme éleveur de chèvres en montagne. Vivant en hiver dans un tipi installé devant sa maison, il reçoit chez lui des marginaux. Son mode de vie original lui vaut d'être surnommé « l'Indien » par les gens du pays puis par la presse au début de l'enquête.

## Les faits
Le 26 juillet 1988, Gilbert Jourdan, nouveau tenancier du café-restaurant de la Poste au centre de La Motte-du-Caire, sort vers 20 heures pour demander à sa fille Céline qui joue à l'extérieur, de rentrer. Celle-ci, âgée de sept ans, vit en temps ordinaire avec sa mère Joëlle Maurel à Saint-Zacharie dans le Var mais se trouve depuis quinze jours en vacances avec son frère chez leur père (les parents ont en effet divorcé). Or Céline demeure introuvable. Après de vaines recherches, Gilbert Jourdan alerte la gendarmerie vers 21 heures. La fillette est retrouvée le lendemain sans vie à 14 h 40, dans un taillis, à quelques centaines de mètres de La Motte-du-Caire. Dévêtue à mi-corps, elle n'a plus ni chaussures ni sous-vêtements. Il apparaît qu'elle a subi des violences sexuelles et été torturée avant d'avoir la tête écrasée avec une pierre.
Didier Gentil et Richard Roman sont rapidement suspectés du fait qu'un témoin affirme avoir vu Gentil tenir la main de la fillette le soir de sa disparition et s'éloigner avec elle vers le chemin menant au camping, et que, d'autre part, Roman héberge Gentil chez lui.
Le soir du 26 juillet, Richard Roman passe au café de la Poste pour acheter des cigarettes et boire une bière avant d'aller se coucher dans sa bergerie.

## L'enquête
Les deux suspects sont mis en garde à vue. Après une perquisition dans la bergerie, où l'on découvre du haschich, le procureur Paul Weisbuch ouvre une information pour infraction à la législation sur les stupéfiants. Le 27 juillet, interrogé à propos des traces de sang qu'on a retrouvées sur ses sous-vêtements , Gentil confesse le viol de l'enfant au brigadier Jean-Jacques Ramette, chef de la gendarmerie locale, mais désigne Roman comme le meurtrier. Ce dernier avoue le meurtre le 28 juillet après une nuit de garde à vue éprouvante mais se rétracte dix-huit heures plus tard devant le juge d'instruction de Digne Marc Magnon, invoquant les « pressions » insupportables des gendarmes qui l'ont interrogé. De son côté, Didier Gentil persiste à l'accuser. Le 29 juillet, Marc Magnon inculpe les deux hommes « d'assassinat, séquestration, viol aggravé avec tortures et actes de barbarie ». Ils sont incarcérés à la prison des Baumettes.
Le 16 juin 1989, une tentative de reconstitution des faits en l'absence des inculpés provoque une émeute dans les rues de La Motte-du-Caire en raison de l'émotion extrême suscitée par l'affaire. L'agression dont sont alors victimes les avocats de Gentil et Roman de la part du père et des oncles de Céline contraint le juge d'instruction à interrompre la reconstitution et soulève l'indignation du Syndicat de la magistrature, du Syndicat des avocats de France et du garde des Sceaux.
En juillet 1989, le journaliste Lionel Duroy publie une longue contre-enquête dans L'Événement du jeudi. Il dénonce le caractère chaotique de l'instruction, dû notamment au fait que cinq juges se sont succédé en deux ans, souligne que la seule preuve scientifique valable accable Didier Gentil (le prélèvement anal et vaginal de la fillette révélant uniquement l'ADN de son sperme) et soutient la thèse de l'innocence de Roman. Il rappelle également la suspicion collective des habitants du village et des gendarmes qui a pesé d'emblée sur Roman, marginal et homosexuel .
Le 22 octobre 1990, le juge d'instruction Yves Bonnet, qui a repris le dossier et constaté que Roman n'a pas eu le temps de participer au crime, compte tenu des déclarations de plusieurs témoins horaires, informe officiellement Joëlle Maurel et Gilbert Jourdan qu'il vient de rendre une ordonnance de non-lieu en sa faveur, alors que l'opinion publique semble à l'époque majoritairement persuadée de sa culpabilité. Les avocats de la famille font appel. 
Roman quitte la prison des Baumettes après vingt-sept mois de détention provisoire, mais c'est désormais un homme traqué par des membres de la famille de Céline qui ont juré sa mort. Le 14 novembre 1990, la chambre d'accusation de la cour d'Aix-en-Provence ordonne un supplément d'information et annule le non-lieu. Le premier président de la cour d'appel de Toulouse, Jean-Claude Carrié, reprend l'instruction, signe l'acte renvoyant Roman devant la cour d'assises et le place à nouveau en détention le 26 avril 1991 « pour la cessation du trouble à l'ordre public que sa libération a causé ainsi que pour sa propre protection » .

## Le procès
Le procès s'ouvre le 30 novembre 1992 devant la cour d'assises de l'Isère. La défense de Richard Roman est assurée par Henri Leclerc, Alain Molla et Muriel Brouquet-Canale, et celle de Didier Gentil par François Saint-Pierre et Henri Juramy. Raoul Légier est l'avocat de Joëlle Maurel. L'avocat général est Michel Legrand.
Lors des audiences, un témoin, Christian Célérier, rapporte que les gendarmes l'ont contraint à modifier son témoignage pour ne pas « aider un salaud » et à dire avoir vu Roman descendre au village non pas vers 21 heures 30 mais une heure plus tôt. Michel Legrand pousse Didier Gentil dans ses retranchements et le 11 décembre 1992 ce dernier, après s'être confié à François Saint-Pierre, revient sur ses déclarations, assume seul le crime et demande pardon à Richard Roman, dont le procureur de la République demande alors l'acquittement. Le 17 décembre 1992, Gentil est condamné à la réclusion criminelle à perpétuité avec une période de sûreté de vingt-huit ans, et Roman acquitté après plusieurs années de détention provisoire. Trois semaines de procès et de tensions ont donc abouti à l'incarcération de Gentil, condamné à perpétuité avec une peine de sûreté de vingt-huit ans, et à l'acquittement de Roman, qui est libéré le 19 décembre.
Les proches de Jourdan refusent d'admettre l’innocence de Roman et la culpabilité de Gentil. L’avocat général a entendu l'un d'eux déclarer qu'on « s'en prend à un pauvre type ».

## Mise en cause de Didier Gentil dans une autre affaire
En 1989, Francis Heaulme, écroué depuis plus d'un an, met en cause Didier Gentil dans le meurtre, survenu dans un gymnase de Périgueux le 8 mai 1986, de Laurent Bureau, un appelé du contingent âgé de dix-neuf ans. L'enquête sur le meurtre permet d'établir la présence sur les lieux de Didier Gentil et de Francis Heaulme. Gentil, qui faisait en 1986 son service militaire au 5e régiment de chasseurs, avait alors été déclaré « psychopathe au QI honorable pour les experts ». 
Les intéressés sont mis en examen, puis jugés par la cour d'assises de Périgueux. Gentil admet que Bureau était dans son régiment mais affirme ne pas avoir rencontré Heaulme, aussi Me Henri Juramy, l'avocat marseillais de Gentil rejette les accusations de Heaulme, estimant que « si Heaulme désigne Gentil, c'est parce qu'à cette époque-là, Gentil est passé près de cent fois à la télévision lors du procès du meurtre de la petite Céline ». 
L'enquête n'ayant pas permis de déterminer lequel des deux a tué le jeune homme, ils sont acquittés le 5 avril 1997.

## Suite et conséquences pour Richard Roman
Richard Roman, libéré, reçoit 100 000 francs d'indemnisations de la Commission nationale de réparation de la détention provisoire. Mais, il est détruit psychiquement par tout ce qu'il a vécu, il erre dans les rues d'Annecy, où il est connu des services sociaux et de la police. Il fait plusieurs séjours en hôpital psychiatrique. 
Il est toujours harcelé et menacé de mort par la famille de la petite Céline. Il est complètement marginalisé et son état de santé est gravement endommagé par les médicaments et les drogues qu'il consomme. Il est retrouvé mort à son domicile le 23 juin 2008. 
L'autopsie ordonnée par le parquet d'Annecy permet d'établir que le décès est dû à l'absorption d'un mélange de médicaments et de stupéfiants. L'enquête écarte l'hypothèse d'un suicide, formulée par certains journaux, elle conclut à une mort accidentelle « sans qu'on puisse parler d'overdose »,.

### Articles de presse
- Dominique Conil, « La liberté retrouvée de Richard Roman : les premières heures de liberté de Richard Roman », Libération, 13 juillet 2007.
- « Disparition : Richard Roman s’est suicidé », France-Soir, 10 juillet 2008.
- « Affaire Céline Jourdan : Richard Roman est mort », Le Point, 10 juillet 2008.
- Garance Le Caisne, « Richard Roman, à bout de souffle », Le Journal du Dimanche, 21 juillet 2008.
- « Affaire Céline Jourdan : l'émotion palpable 25 ans après », Le Dauphiné libéré, 26 juillet 2013.

### Documentaires télévisés
- « Richard Roman : le procès d'un innocent » le 1er août 2002 dans Faites entrer l'accusé présenté par Christophe Hondelatte sur France 2.
- Rendez-moi justice, docufiction réalisée en 2006 par Denys Granier-Deferre.
- « L'affaire Richard Roman » le 7 septembre 2011 dans Enquêtes criminelles : le magazine des faits divers sur W9.
- « Affaire Céline Jourdan : la petite fille, l'Indien et le Tatoué » le 2 mars 2024 dans Au bout de l'enquête, la fin du crime parfait ? sur France 2.

### Émissions radiophoniques
- Christophe Hondelatte, « Richard Roman : l'affaire de la Motte-du-Caire », Europe 1, 24 janvier 2017.
- « Richard Roman : berger marginal, coupable idéal », sur franceinter.fr